# Gifunzo (vattendrag i Cankuzo, lat -3,30, long 30,51)
Gifunzo är ett vattendrag i Burundi.   Det ligger i provinsen Cankuzo, i den östra delen av landet, 130 kilometer öster om huvudstaden Bujumbura.
Omgivningarna runt Gifunzo är en mosaik av jordbruksmark och naturlig växtlighet. Runt Gifunzo är det ganska tätbefolkat, med 155 invånare per kvadratkilometer.